# Diplazium comorensis
Diplazium comorensis là một loài dương xỉ trong họ Athyriaceae. Loài này được Bojer, Bak. mô tả khoa học đầu tiên năm 1867.
Danh pháp khoa học của loài này chưa được làm sáng tỏ. 